# 真野惠里菜
真野惠里菜（日语：／ Mano Erina，1991年4月11日—），日本演員，原為早安家族旗下偶像藝人，是早安家族中少數具有彈奏鋼琴才能的成員。神奈川縣座間市出身，血型為B型，官方暱稱為「Manoeri」（まのえり）。
丈夫是足球運動員柴崎岳。

## 特徵
- 真野從6歲一直到國中三年級為止，都學習鋼琴。在早安家族中少有懂鋼琴成員，因此，在她推出的單曲中，全部都以鋼琴為主軸。而且YAMAHA還為此贈送她一部個人特製鋼琴「(manopiano)」)。在她的PV中都有出現過這部鋼琴。
- 雖然她喜歡貓，但是她卻有過敏症。
- 憧憬的歌手為松浦亞彌，據說她因為愛慕松浦亞彌而參加Hello! Project Egg的選拔。
- 憧憬的演員是滿島光，並以其為目標。[2]
- 是現時為早安家族唯一的個人歌手，也是Egg中第5位能夠升格為Hello! Project正式成員。
- 是《魔法騎士雷阿斯》的粉絲[3][4][5]，擁有許多DVD-BOX、脚本集、原聲帶、聲優相關商品[6]。

## 略歷
- 2006年
  - 6月4日 - 宣佈成為Hello! pro EGG新成員之一（同期有古峰桃香）[7][8]
- 2007年
  - 6月19日 - 宣佈以Hello! pro EGG身份加入音樂GATAS（同時與能登有沙、仙石南、澤田由梨以Hello Pro! Egg身份加入）[9]
- 2008年
  - 3月2日 - 宣佈於音樂GATAS及Hello! pro EGG中卒業，成為SOLO歌手[10]。また「2008 ハロー!プロジェクト新人公演 3月 〜キラメキの横浜〜」を最後に、ハロプロエッグの研修を修了し、ソロ歌手デビューすることが発表された[10]。
  - 6月-12月 - 在這半年裡，以獨立製作的形式發表了三張單曲，分別是．以及。
- 2009年
  - 3月18日 - 憑單曲正式出道。
- 2010年
  - 4月1日 - 真野惠里菜官方Twitter開設。
  - 6月24日 - 舉行了首次主演電影「怪談新耳袋 怪奇」首映（7月1日於美國洛杉磯）的出發記者會。
  - 7月20日 - 「我想當像Kitty貓那麼紅的偶像」 擔任電玩中心一日店長。
- 2012年
  - 7月21日 - 宣佈將於2013年2月23日的個人演唱會最終場畢業[11][12]。
- 2018年
  - 4月19日 - 根據新聞得知將與小她一歲的赫塔費足球俱樂部的日籍球員柴崎岳在今年夏天完婚。
  - 7月16日 - 宣佈與柴崎岳結婚。[1]
- 2020年
  - 1月3日 - 已經移居到西班牙生活。她為了參演《逃避雖可恥但有用》特別篇，專程由西班牙飛返日本開工，接受2星期隔離後才投入拍攝。她拍畢後即返回西班牙。[13]

## 音樂

### 單曲
|      | 發行日         | 單曲                       | 週間單曲榜 | 概要                           | 所屬專輯          |
| ---- | -------------- | -------------------------- | ---------- | ------------------------------ | ----------------- |
| -    | 2008年6月29日  | 真野鋼琴                   | -          | 獨立製作出道單曲               | FRIENDS           |
| -    | 2008年10月4日  | 幸運之光                   | -          | 獨立製作出道單曲               | FRIENDS           |
| -    | 2008年12月13日 | LALALA·SOSOSO              | 138        | 獨立製作出道單曲               | FRIENDS           |
| 01st | 2009年3月18日  | 少女的祈禱                 | 5          | 出道單曲                       | FRIENDS           |
| 02nd | 2009年5月20日  | 初體驗                     | 6          |                                | FRIENDS           |
| 03rd | 2009年7月20日  | 世界是Summer Party         | 10         |                                | FRIENDS           |
| 04th | 2009年9月30日  | 這胸口的悸動               | 7          |                                | FRIENDS           |
| 05th | 2009年11月25日 | Love & Peace = Paradise    | 12         |                                | MORE FRIENDS      |
| 06th | 2010年2月24日  | 春之嵐                     | 10         |                                | MORE FRIENDS      |
| 07th | 2010年5月12日  | 求求你…                    | 10         |                                | MORE FRIENDS      |
| 08th | 2010年9月15日  | 充滿活力地向前行!          | 7          | 電影《怪談新耳袋：怪奇》主題曲 | MORE FRIENDS      |
| 09th | 2011年1月26日  | 青春的戀曲                 | 13         |                                | More Friends Over |
| 10th | 2011年6月29日  | My Days for You            | 10         |                                | More Friends Over |
| 11th | 2012年2月22日  | 心如鹿撞 Baby / 黄昏交差點 | 9          | 第一張2A單曲                   | BEST FRIENDS      |
| 12th | 2012年6月27日  | Song for the DATE          | 7          |                                | BEST FRIENDS      |
| 13th | 2012年12月12日 | NEXT MY SELF               | 8          | 畢業單曲                       | BEST FRIENDS      |

### 其他
|      | 發行日         | 單曲            | 週間單曲榜 | 概要                                                                                       | 所屬專輯      |
| ---- | -------------- | --------------- | ---------- | ------------------------------------------------------------------------------------------ | ------------- |
| 01st | 2011年11月16日 | 不醜陋的哲學    | 4          | 以「Mobekimasu」名義發行，早安少女組。、Berryz工房、℃-ute、真野恵里菜、S/mileage的合作單曲 | Petit Best 12 |
| 02nd | 2011年12月21日 | 別認輸 Wasshoi! | -          | 以「Bekimasu」名義發行，Berryz工房、℃-ute、真野恵里菜、S/mileage的合作單曲                 | Petit Best 12 |

### 專輯
|      | 發行日         | 專輯              | 週間專輯榜 |
| ---- | -------------- | ----------------- | ---------- |
| 01st | 2009年12月16日 | FRIENDS           | 33         |
| 02nd | 2010年11月24日 | MORE FRIENDS      | 32         |
| 03rd | 2012年3月28日  | More Friends Over | 27         |

### 精選專輯
|      | 發行日       | 專輯         | 週間專輯榜 |
| ---- | ------------ | ------------ | ---------- |
| 01st | 2013年2月6日 | BEST FRIENDS | 35         |

### DVD（演唱會）
1. 真野惠里菜 出道演唱會 序章 ～少女的祈禱～（2009年8月5日）
2. 真野惠里菜 First Concert Tour "Introduction ～第一次的感動～" （2009年12月22日）
3. 特別聯合 2010春 ～感謝滿開! 真野惠里菜2周年突入 & S/mileage主流出道 櫻花盛放! Live（2010年6月16日）
4. 真野惠里菜 Concert Tour 2011 ～二十歲的少女 801 Days～（2011年9月21日）
5. 真野惠里菜10th Single 發售紀念 Event ～Mano Sonata 10回目之Red Sensation～（2011年11月9日）
6. 真野惠里菜 コンサートツアー2012 ~DATE~ 渋谷公会堂（2012年6月16日）
7. ERINA MANO Memorial Concert 2013 Otome Legend for The Best Friends（2013年5月22日）

## 電影
- 2010年9月 《怪談新耳袋：怪奇》（国王唱片公司），主演：桐島あゆみ
- 2010年 第5回札幌国际映画祭特别招待作品 《Abed：二十岁的恋爱》（Abed～二十歳の恋）第四话《贵子》，主演：南贵子
- 2011年 《美雪的风铃》，主演：美雪
- 2012年4月28日 《记我的母亲》（松竹电影公司），饰演：貞代
- 2011年12月 《假面騎士×假面騎士 Fourze & OOO Movie大戰 Mega Max》，饰演：美咲撫子 / 假面騎士Nadeshiko
- 2012年12月 《假面騎士×假面騎士 Wizard & Fourze MOVIE大戰Ultimatum》，饰演：美咲撫子 / 假面騎士Nadeshiko
- 2013年11月 《SPEC剧场版：结 》（东宝电影公司），饰演：覺（占卜超能力）
  - 渐之篇（11月1日）
  - 爻之篇（11月29日）
- 2014年4月起 《机动警察真人版：次世代》（THE NEXT GENERATION - PATLABOR，松竹电影公司），主演：泉野明
  - 第1章（2014年4月5日）
  - 第2章（2014年5月31日）
  - 第3章（2014年7月12日）
  - 第4章（2014年8月30日）
  - 第5章（2014年10月18日）
  - 第6章（2014年11月29日）
  - 第7章（2015年1月10日）
- 2015年5月30日《新宿天鵝》（SONY电影公司）出演：栄子
- 2015年6月27日《愛與和平（日语：ラブ&ピース (映画)）》出演：女子高生
- 2015年7月11日	（松竹电影公司）出演：いずみ
- 2015年9月4日	《我们都是超能力者》電影版	出演：浅見紗英
- 2015年12月12日《Orange橘色奇蹟》（東寶电影公司）出演：上田莉緒
- 2016年	《黑金丑嶋君The final》出演
- 2017年2月4日《和你的第100次戀愛》出演：相良里奈
- 2018年《坂道上的阿波罗》出演：深堀百合香
- 2018年《不能犯》出演：木村优
- 2018年《BLEACH》出演：井上織姬

## 電台節目
MANO-DELI(2009年4月5日至2011年3月27日；FM-FUJI；每周日16:30～17:00)

## 音乐会
【单独音乐会】
01.真野惠里菜デビューコンサート“プロローグ ～乙女の祈り～”（2009年6月6日・13日、2都市4公演）
02.真野惠里菜ファーストコンサートツアー“Introduction～はじめての感动～”（2009年9月13日 - 22日、3都市6公演）
03.真野恵里菜コンサートツアー2011～ハタチの乙女 801DAYS～ （2011年5月28日・6月11日、2都市4公演）
04.真野恵里菜コンサートツアー2012～DATE～(2012年6月9日・6月16日・6月23日、3都市6公演)
【联合音乐会】
01.Hello! Project 2008 Summer ワンダフルハーツ公演～避暑地でデートいたしまSHOW～（2008）
02.感谢!ハタチのシャ乱Q みんなでお祝いだ!日本武道馆フェスティバル～长いよ～（2009年12月6日、日本武道馆）
03.Hello! Project 2009 Winter ワンダフルハーツ公演 ～ 革命元年 ～（2009年）
04.Hello! Project 2009 Winter 决定! ハロ☆プロ アワード'09 ～エルダークラブ卒业记念スペシャル～（2009年）
05.Hello! Project 2009 SUMMER 革命元年 ～Hello! チャンプル～（2009年）
06.Hello! Project 2010 WINTER 歌超风月 ～モベキマス!～（2010年）
07.Hello! Project 2010 WINTER 歌超风月 ～シャッフルデート～（2010年）
08.スペシャルジョイント 2010春 ～感谢满开!真野惠里菜2周年突入&スマイレージ メジャーデビューへ樱咲け!ライブ～（2010年）
09.Hello! Project 2010 SUMMER ～ファンコラ!～ （2010年）
10.Hello! Project 2011 WINTER ～歓迎新鲜まつり～ （2011年）
11.Hello! Project 2011 SUMMER ～ニッポンの未来は～ （2011年）
【オープニングアクト出演】
01.モーニング娘。コンサートツアー 2009春 ～プラチナ9DISCO～（2009年5月2日・3日、中野サンプラザ 5月9日・10日、东京厚生年金会馆）
02.Berryz工房コンサートツアー 2009春 ～そのすべての爱に～（2009年5月4日、大阪厚生年金会馆）
03.℃-uteコンサートツアー 2009春 ～AB℃～（2009年5月5日・6日、中野サンプラザ）

## 電視節目
- 東京電視系「キティズパラダイスpeace」毎週二7:30～8:00
- 東京電視系「美女学」毎週四深夜1:00~1:30

## 映像
1. マノグアム（2009年4月1日）
2. 真野恵里菜デビューコンサート　｢プロローグ～乙女の祈り～」（2009年8月5日）
3. 真野恵里菜ファーストコンサートツアー　｢Introduction～はじめての感動～」（2009年12月22日）
4. マノガイド in 屋久島（2010年1月27日）
5. 恋するハローキティ DVD（2010年2月17日）
6. 真野恵里菜シングルＶクリップス（2010年3月3日）
7. スペシャルジョイント2010春～感謝満開！真野恵里菜２周年突入＆スマイレージ メジャーデビューへ桜咲け！ライブ～（2010年6月16日）

## 電視劇
- 2008年12月27日 BS-TBS《Pocky 4Sisters!》，饰演：次女
- 2009年02月 BS-TBS《東京少女：真野恵里菜》，主演
- 2010年01月 CS富士電視2台《半分エスパー》，主演：マノエリナ
- 2010年11月26日 TBS《SPEC：警視廳公安部公安第五課 未詳事件特別對策係事件簿》第7集，饰演：觉
- 2010年12月16日 读卖电视台《FACE MAKER》第11集，饰演：黑田理子
- 2012年01月11日－3月28日 日本电视台《数学女子学园》，饰演：白金丽子
- 2012年03月30日 BS-TBS《亲爱的70岁，妻子18岁》（ダーリンは70歳 奥様は18歳），饰演：冈本恵里菜
- 2012年04月01日 TBS《SPEC：翔》特别篇，饰演：觉
- 2013年04月12日－7月05日 东京电视台《我們都是超能力者》，饰演：浅見紗英（あさみ さえ）
- 2013年7月 TBS《生きろ》出演：具志よし子
- 2013年08月04日 朝日电视台《二十四之瞳》，饰演：香川マスノ
- 2013年10月12日 世界奇妙物语2013秋季特别篇，《人体微波炉》，饰演：久米朋美
- 2014年01月11日 日本电视台《SHARK》，饰演：大川美紅
- 2014年7月 《媽媽生存的證明》出演：真鍋聡子
- 2014年10月 《了不起的選Taxi》第10集 客串：朝倉明日香
- 2014年10月 《科捜研の女14》出演：白石麻由
- 2014年10月 NHK G《妻子們的新幹線》出演：島久美子
- 2014年10月 《理科的人們》出演：おのでら
- 2015年1月 读卖电视台《怪奇戀愛作戰》出演：霧島霞
- 2015年4月 《我們都是超能力者番外篇》，饰演：浅見紗英
- 2015年4月 《午餐的敦子》出演：猪木沙織
- 2015年7月 《鄰座同學是怪咖與小留美的現象》出演：吉田くみこ
- 2015年10月13日 TBS電視台《婚禮前的日子》，飾演：広瀬真菜
- 2015年10月 《樂退》出演：樋口マナミ
- 2016年1月 WOWOW《杜鵑鳥的蛋是誰的》	出演：今井恵里香
- 2016年4月4日 NHK《當家姐姐》，出演：早乙女朱美
- 2016年10月11日-12月20日 TBS電視台《逃避雖可恥但有用》出演：田中安惠
- 2017年4月6日－NHK BS Premium《這世界沒有容易的工作》主演：霧中香澄
- 2021年1月2日 - TBS電視台《逃避雖可恥但有用》 新春特別篇 出演：田中安惠

### 网络电视剧
- 2009年04月06日－6月25日 TBS《戀愛星座》（恋する星座），主演
- 2010年02月 TBS《マノスパイ》，主演
- 2010年04月 BeeTV《デス・ゲーム・パーク》，饰演：遠藤涼子
- 2018年3月9日-dTV X FOD《貸款買下了男朋友》（彼氏をローンで買いました），飾演：浮島多惠

## CM
- 2010年1月～　GREEブログ
- 2009年12月 朝日電視台圣诞节宣传活动

## 舞台劇
- 2009年11月11日～2009年11月19日「恋するハローキティ」主演　ハローキティ役
- 2010年4月14日～2010年4月18日「キバコの会第２回　フォトジェニック」出演　君島はてな役

## 書籍

### 寫真集
1. 2009/02/10『真野恵里菜』ISBN：978-4-8470-4153-2-b
2. 2010/01/20『天国のドア』ISBN：978-4-8470-4236-2
3. 2011/06/10『MANO DAYS ～二十歳の初恋～』
4. 2012/05/23 『 MANO DATE 』ISBN 978-4847044625
5. 2013/02/23 『 まのなの 』ISBN 978-4847045332
6. 2013/09/27 『 まのちゃん〜Dear Friends〜 』ISBN 978-4847045844
7. 2014/08/27 『 ZERO 』ISBN 978-4847046773
8. 2015/09/19 『 Escalation 』ISBN 978-4847047831
9. 2016/11/25 『 KAGEROH 』ISBN 978-4847048760

### 雜志
- 「Girls！」（2010年7月22日）
- 「smart」（2010年7月24日）
- 「ハイパーホビー」（2010年8月1日）
- 「POTATO」（2010年8月7日）
- 「BOMB」（2010年8月9日）
- 「Quick Japan」（2010年8月12日）
- 「EX大衆」（2010年8月12日）
- 「KERA」（2010年8月16日）
- 「HiVi」（2010年8月17日）
- 「映画秘宝」（表紙；2010年8月21日）
- 「UTB」（2010年8月23日）
- 「memew」（2010年8月27日）
- 「月刊De☆View」連載「歌手・真野恵里菜の成長日記　一歩ずつ、夢かなえます☆」（每月1日）
- 「CD＆DLでーた」連載　「まののまま」（每月14日）
- 「B.L.T.」連載「うふふぺでぃあ」（每月24日）

## 外部連結
- （日語）真野恵里菜官方网站 （页面存档备份，存于）
- （日語）真野恵里菜LINE官方個人部落格 （页面存档备份，存于）
- （日語）真野恵里菜Ameba官方個人部落格 （页面存档备份，存于）
- 真野惠里菜的X（前Twitter）
- 真野惠里菜的Instagram帳戶
- 真野惠里菜的Facebook專頁
- YouTube上的真野恵里菜頻道
- 停止更新
  - （日語）真野恵里菜GREE官方個人部落格 （页面存档备份，存于）
  - （日語）真野恵里菜 oricon blog